# Judo aux Jeux panarabes de 1997
Navigation
Édition précédente Édition suivante
Les compétitions de judo des Jeux panarabes de 1997 se déroulent en juillet 1997 à Beyrouth.

## Tableau des médailles
| Rang  | Nation   | Or | Argent | Bronze | Total |
| ----- | -------- | -- | ------ | ------ | ----- |
| 1     | Égypte   | 6  | 1      | 7      | 14    |
| 2     | Algérie  | 4  | 3      | 4      | 11    |
| 3     | Tunisie  | 4  | 2      | 4      | 10    |
| 4     | Syrie    | 0  | 5      | 7      | 12    |
| 5     | Liban    | 0  | 1      | 5      | 6     |
| 6     | Koweït   | 0  | 1      | 1      | 2     |
| 7     | Jordanie | 0  | 1      | 0      | 1     |
| Total | Total    | 14 | 14     | 28     | 56    |

## Podiums

### Femmes
| Épreuves                          | Or                     | Argent                | Bronze                                         |
| --------------------------------- | ---------------------- | --------------------- | ---------------------------------------------- |
| Moins de 48 kg poids super-légers | Leila Zitoune Algérie  | Hayet Rouini Tunisie  | Hanene Mohamed Syrie Mona Abdelhamid Égypte    |
| Moins de 52 kg poids mi-légers    | Imene Yousri Égypte    | Sabrina Saoud Algérie | Janine Abdelmassih Liban Molka Abdelaziz Syrie |
| Moins de 56 kg poids légers       | Raoudha Chaari Tunisie | Rafika Hassan Syrie   | Maaly Hamdallah Égypte Zineb Ghezal Algérie    |
| Moins de 61 kg poids mi-moyens    | Nesria Traki Tunisie   | Lila Latrous Algérie  | Maysa Nakari Syrie Magda Mohamed Égypte        |
| Moins de 66 kg poids moyens       | Meriem Adjmi Algérie   | Yasmin Afifi Égypte   | Laila Taggougui Tunisie Jenane Diab Syrie      |
| Moins de 72 kg poids mi-lourds    | Chahla Atailia Algérie | Borhen El Assy Syrie  | Louisiane Rached Liban Ines Kammash Égypte     |
| Plus de 72 kg poids lourds        | Heba Hefny Égypte      | Wadha El Kheer Syrie  | Zina Dalaty Liban El Alia Hasnaoui Algérie     |

### Hommes
| Épreuves                          | Or                         | Argent                   | Bronze                                       |
| --------------------------------- | -------------------------- | ------------------------ | -------------------------------------------- |
| Moins de 60 kg poids super-légers | Makrem Ayed Tunisie        | Khaled Dhafri Koweït     | Tarek Bayoumi Égypte Ali Ibrahim Syrie       |
| Moins de 65 kg poids mi-légers    | Lahcene Haloui Algérie     | Khaled El Khatib Syrie   | Hassen Moussa Tunisie Khaled Mohamed Égypte  |
| Moins de 71 kg poids légers       | Haitham El Hossainy Égypte | Nabil Bouzida Algérie    | Fedy Shaykali Liban Nizar Achour Syrie       |
| Moins de 78 kg poids mi-moyens    | Sayed Abou Midane Égypte   | Moussa Khalaf Jordanie   | Khaled El Anzi Koweït Lotfi Aissaoui Tunisie |
| Moins de 86 kg poids moyens       | Khaled Hijazi Égypte       | Skander Hachicha Tunisie | Jean Ghazal Liban Yasser El Hamawi Syrie     |
| Moins de 95 kg poids mi-lourds    | Bassel El Gharbawy Égypte  | André Akkouri Liban      | Habib Hassine Tunisie Riad Chibani Algérie   |
| Plus de 95 kg poids lourds        | Slim Agrebi Tunisie        | Mohamed Zakour Syrie     | Mohamed Tahar Algérie Ahmed Baly Égypte      |

## Source
- (ar)« 8èmes Jeux panarabes », Al-Ahram-Sports, 6 août 1997, pages 53-59.